# 별사탕

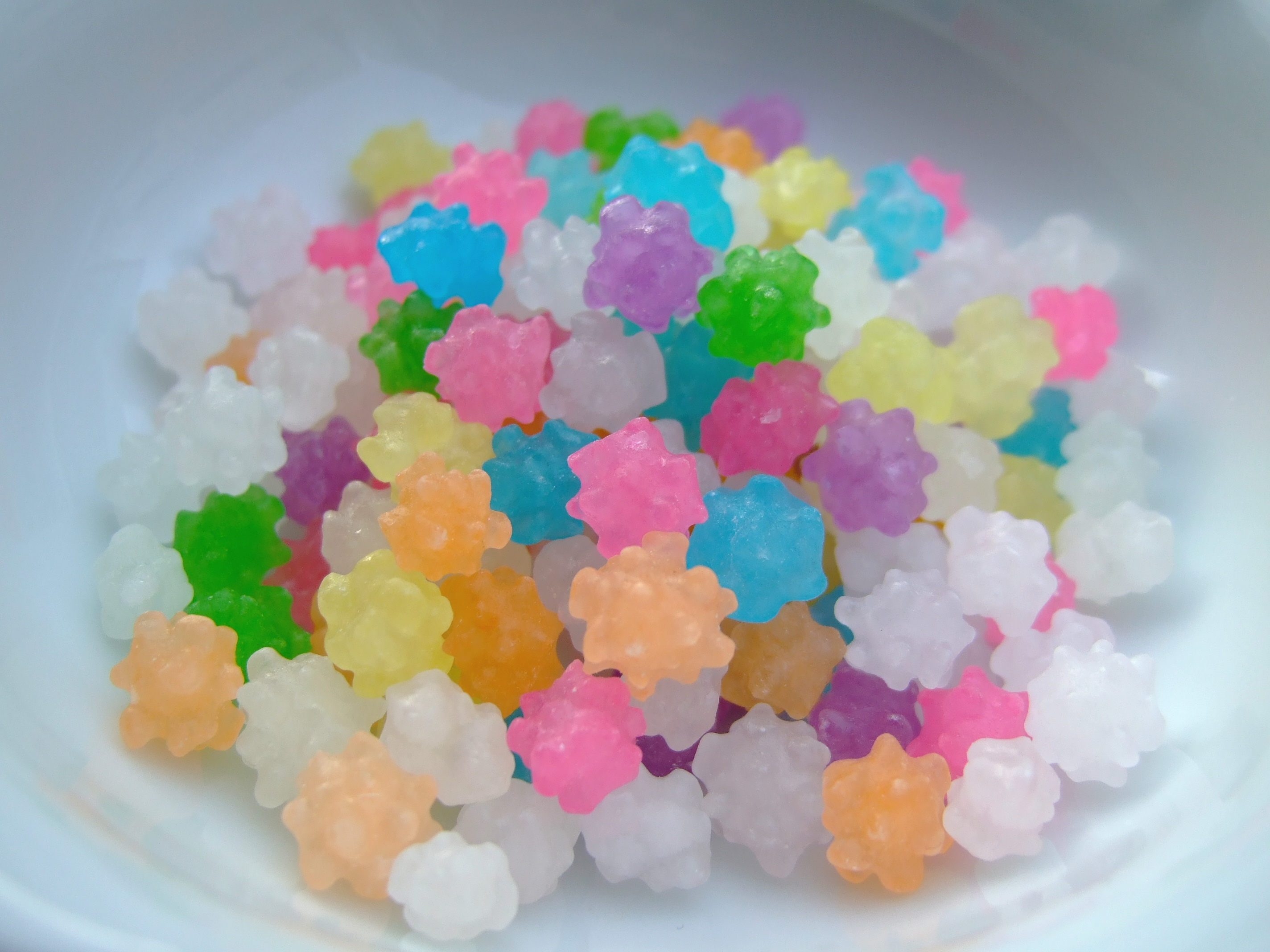
별사탕

별사탕(영어: Star Candy)은 설탕을 주원료로 만든 사탕의 일종이다. 일본의 사탕과자인 콘페이토(일본어: こんぺいとう・コンペイトー, 한자:金平糖, 金米糖, 金餅糖)가 건너온 것이다. 콘페이토는 원래 포르투갈어로 사탕을 뜻하는 confeito라는 단어를 일본식 한자로 옮긴 것이다. 15세기 무렵 유럽에서 소개되고 16세기에 수입되기 시작했다. 그 이전에는 일본에서 사탕을 만드는 기술이 없었으며, 별사탕은 많은 설탕을 소비하므로 매우 희귀하고 비싼 과자에 속하였다. 1569년에 포르투갈인 선교사 루이스 프로이스(Luís Fróis)가 선교 허가를 위해 오다 노부나가에게 이를 선물했다고 한다. 일제강점기 이후 본격적으로 대한민국에 수입되었으며, 군용 건빵과 함께 널리 보급되기 시작했다.

## 같이 보기
- 얼음 사탕
- 사탕
- 솜사탕
- 설탕
- 건빵
- 캐러멜
- 식용색소